# Przyłęk (województwo świętokrzyskie)
Przyłęk – wieś w Polsce położona w województwie świętokrzyskim, w powiecie jędrzejowskim, w gminie Wodzisław.
W latach 1975–1998 miejscowość położona była w województwie kieleckim.